# Cynolebias attenuatus
Cynolebias attenuatus är en fiskart som beskrevs av Costa 2001. Cynolebias attenuatus ingår i släktet Cynolebias och familjen Rivulidae. Inga underarter finns listade i Catalogue of Life.